# Syngrapha celsa
Syngrapha celsa là một loài bướm đêm trong họ Noctuidae.

## Hình ảnh

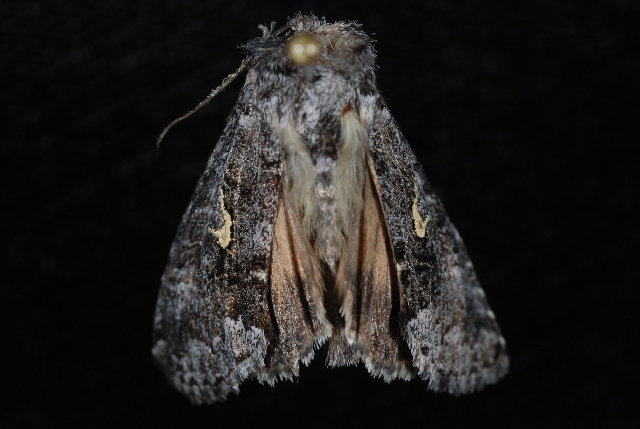